# Jonatan Goya
Jonatan Javier Goya (Buenos Aires, Argentina; 14 de marzo de 1989) es un futbolista argentino. Juega de centrocampista y su equipo actual es el Almirante Brown de la Primera B Nacional.donde disputó un total de 17 temporadas en las 5 divisionales para los clubes directamente afiliados a la AFA. Con más de 300 partidos jugados, es el futbolista con más presencias en el primer equipo de la institución en toda la historia.

## Trayectoria
Goya se desarrolló en las divisiones formativas del Deportivo Riestra, haciendo su debut en el primer equipo en 2008 en un juego en el que su equipo venció a Yupanqui por 2-1. Sus apariciones serían más frecuentes el año siguiente, en que se afianzó como titular en el conjunto Malevo como mediocampista ofensivo. En el campeonato 2010-11 participó de más de la mitad de los partidos de su equipo, en una campaña en que finalizaría en la cuarta posición, aunque tempranamente excluido de la posibilidad de ascenso en el Torneo Reducido. La siguiente temporada se destacaría por su participación en la Copa Argentina, certamen en el que Riestra logró ser el único equipo de la Primera D en clasificar al cuadro principal. Goya fue titular en el cotejo de treintaidosavos de final ante Quilmes, de la Primera B Nacional, en el que convirtió su penal en la tanda de penales tras un 0-0 en el tiempo regular, aunque el Malevo resultaría eliminado en esa instancia.
Las siguientes temporadas encontrarían a un Jonatan Goya firme en la titularidad en su equipo, que fue protagonista de ambos certámenes. Riestra se clasificó subcampeón en el campeonato 2012-13, y alcanzó la final del Torneo Reducido que se definió desde los doce pasos. Goya fue titular en la definición ante Ituzaingó, en la que nuevamente convirtió en la tanda de penales pero resultó en caída para el conjunto Blanquinegro. La consagración para Goya y Riestra llegaría en el campeonato 2013-14, en el que el Malevo consiguió el segundo título en su historia. Goya convirtió 3 tantos en el torneo, incluyendo uno el día de la consagración, recibiendo a Sportivo Barracas.
Debutando en la cuarta categoría, Goya continuaría siendo habitual titular en la formación de Riestra, en un torneo de transición de seis meses en el que el Malevo clasificó al Torneo Reducido. Goya fue titular en el partido de ida de la final ante Sportivo Dock Sud, aunque una expulsión lo marginó del partido de vuelta que culminó con un nuevo ascenso para el cuadro de Nueva Pompeya.
Goya se mantuvo en el once inicial en la mayoría de los partidos de Riestra en Primera B, aunque progresivamente tomando roles defensivos en el mediocampo, o incluso en ocasiones jugando como zaguero. De esta etapa se destaca la titularidad de Goya en el encuentro ante Tigre por Copa Argentina 2016-17, que culminó con el Malevo eliminando por primera vez a un conjunto de Primera División. En el Torneo Reducido de Primera B 2016-17 Riestra conseguiría un nuevo ascenso, con Goya ingresando desde el banco en la final ante Comunicaciones, en un cotejo suspendido por incidentes y retomado a puertas cerradas días después.
En la Primera B Nacional 2017-18 Goya tuvo 11 apariciones y convirtió un gol, en la visita de su equipo a Almagro. A pesar de una campaña positiva desde lo futbolístico Riestra debió descender debido a una quita de 10 puntos producto de los incidentes en la final de la temporada anterior. De vuelta en la tercera categoría Goya sería nuevamente protagonista, con 33 apariciones en el campeonato 2018-19 en el que Riestra sellaría su retorno a la Primera Nacional.
En julio de 2019, tras 13 temporadas consecutivas en el Deportivo Riestra, Goya fue cedido a préstamo a Almirante Brown. En la Fragata sería protagonista de la obtención del Torneo Apertura de Primera B, en una temporada que terminó suspendida debido a la pandemia de COVID-19. Con el regreso de la actividad futbolística, el Mirasol obtendría el ascenso a la Primera Nacional en el Campeonato de Transición 2020, en el que Goya fue de la partida en 4 de los 5 cotejos.
De regreso al Deportivo Riestra tras su préstamo, Goya alternó apariciones en la segunda categoría como titular y desde el banco de suplentes, en una campaña 2021 sin buenos resultados para el equipo. En el campeonato 2022 Goya volvería a la titularidad en la mayoría de los partidos, y el Blanquinegro logró la clasificación al Torneo Reducido, en el que, con Goya en el once inicial, fue tempranamente eliminado por Estudiantes (Río Cuarto).
En el campeonato 2023 Goya se mantuvo como habitual pieza de recambio en el equipo, totalizando 5 cotejos como titular y 11 como suplente en la etapa regular. En el Torneo Reducido ingresó como suplente en el partido de octavos de final ante San Martín (Tucumán) y fue titular en la final ante Deportivo Maipú en la que el Deportivo Riestra selló su pasaje a la Primera División por primera vez en su historia.
Goya debutó en 2024 en Primera División, en el partido en que su equipo enfrentó a River Plate por la Copa de la Liga Profesional, logrando de este modo disputar con su club las 5 categorías que la Asociación del Fútbol Argentino organiza para sus clubes directamente afiliados.

## Estadísticas
Actualizado al último partido disputado el 7 de noviembre de 2024.
| Deportivo Riestra Argentina                                                      | 5.ª           | 2007-08       | 2   | 0  | —  | — | — | — | 2   | 0  |
| Deportivo Riestra Argentina                                                      | 5.ª           | 2008-09       | 0   | 0  | —  | — | — | — | 0   | 0  |
| Deportivo Riestra Argentina                                                      | 5.ª           | 2009-10       | 26  | 1  | —  | — | — | — | 26  | 1  |
| Deportivo Riestra Argentina                                                      | 5.ª           | 2010-11       | 23  | 1  | —  | — | — | — | 23  | 1  |
| Deportivo Riestra Argentina                                                      | 5.ª           | 2011-12       | 28  | 2  | 3  | 0 | — | — | 31  | 2  |
| Deportivo Riestra Argentina                                                      | 5.ª           | 2012-13       | 34  | 3  | 3  | 1 | — | — | 37  | 4  |
| Deportivo Riestra Argentina                                                      | 5.ª           | 2013-14       | 31  | 3  | 0  | 0 | — | — | 31  | 3  |
| Deportivo Riestra Argentina                                                      | 4.ª           | 2014          | 17  | 0  | —  | — | — | — | 17  | 0  |
| Deportivo Riestra Argentina                                                      | 3.ª           | 2015          | 33  | 0  | 4  | 0 | — | — | 37  | 0  |
| Deportivo Riestra Argentina                                                      | 3.ª           | 2016          | 14  | 0  | —  | — | — | — | 14  | 0  |
| Deportivo Riestra Argentina                                                      | 3.ª           | 2016-17       | 19  | 1  | 1  | 0 | — | — | 20  | 1  |
| Deportivo Riestra Argentina                                                      | 2.ª           | 2017-18       | 11  | 1  | —  | — | — | — | 11  | 1  |
| Deportivo Riestra Argentina                                                      | 3.ª           | 2018-19       | 33  | 3  | 1  | 0 | — | — | 34  | 3  |
| Deportivo Riestra Argentina                                                      | 2.ª           | 2021          | 17  | 1  | —  | — | — | — | 17  | 1  |
| Deportivo Riestra Argentina                                                      | 2.ª           | 2022          | 29  | 1  | —  | — | — | — | 29  | 1  |
| Deportivo Riestra Argentina                                                      | 2.ª           | 2023          | 18  | 0  | 1  | 0 | — | — | 19  | 0  |
| Deportivo Riestra Argentina                                                      | 1.ª           | 2024          | 14  | 0  | 11 | 0 | — | — | 25  | 0  |
| Deportivo Riestra Argentina                                                      | Total club    | Total club    | 349 | 17 | 24 | 1 | 0 | 0 | 373 | 18 |
| Almirante Brown Argentina                                                        | 3.ª           | 2019-20       | 11  | 0  | 0  | 0 | — | — | 11  | 0  |
| Almirante Brown Argentina                                                        | 3.ª           | 2020          | 4   | 0  | —  | — | — | — | 4   | 0  |
| Almirante Brown Argentina                                                        | Total club    | Total club    | 15  | 0  | 0  | 0 | 0 | 0 | 15  | 0  |
| Total carrera                                                                    | Total carrera | Total carrera | 364 | 17 | 24 | 1 | 0 | 0 | 388 | 18 |
| (1) Copas nacionales incluye la Copa Argentina y la Copa de la Liga Profesional. |               |               |     |    |    |   |   |   |     |    |

## Palmarés

### Títulos nacionales
| Título    | Club              | País      | Año     |
| --------- | ----------------- | --------- | ------- |
| Primera D | Deportivo Riestra | Argentina | 2013-14 |
| Primera B | Almirante Brown   | Argentina | 2020    |

### Otros logros
| Logro                                           | Club              | País      | Año     |
| ----------------------------------------------- | ----------------- | --------- | ------- |
| Subcampeón de Primera D                         | Deportivo Riestra | Argentina | 2012-13 |
| Ganador del Torneo Reducido de Primera C        | Deportivo Riestra | Argentina | 2014    |
| Subcampeón de Primera B                         | Deportivo Riestra | Argentina | 2016-17 |
| Ganador del Torneo Reducido de Primera B        | Deportivo Riestra | Argentina | 2016-17 |
| Ganador del Torneo Apertura de Primera B        | Almirante Brown   | Argentina | 2019-20 |
| Ganador del Torneo Reducido de Primera Nacional | Deportivo Riestra | Argentina | 2023    |